# 曲枝委陵菜
曲枝委陵菜（学名：Potentilla yokusaiana）为蔷薇科委陵菜属下的一个种。

## 扩展阅读
- 維基物種上的相關：曲枝委陵菜